# Герхард, Нина
Нина Герхард (нем. Nina Gerhard; род. 1974) — немецкая певица и композитор.
Закончила музыкальную школу Stage & Musical-Schule в городе Франкфурт-на-Майне. Работала в составе коллектива Captain Hollywood Project с 1992 года по 1995 годы. В 1994 году также была в составе группы Intermission. С того же 1994 года начала сольную карьеру.
Нина исполнила вокальную партию в сингле Captain Hollywood Project "More and More", который стал хитом № 1 в Германии и попал в топ-20 хита Billboard Hot 100. Позже она записала сольный сингл «The Reason Is You», который занял 2-е место в бельгийском чарте синглов.
Как солистка выпустила альбом Dare! в 1995 году.

## Синглография
В составе группы Captain Hollywood Project:
- «More and More» (1992)[4]
- «Only with You» (1993)[5]

В составе группы Intermission:
- «Honesty» (1994)

Как Nina:
- «The Reason Is You» (1994)[6]
- «Until All Your Dreams Come True» (1995)[7]
- «In Her Shoes» (1996)
- «Can’t Stop This Feeling» (1996)
- «Wanna Feel So Good» (1997)